# 千曲川橋梁 (上田電鉄別所線)

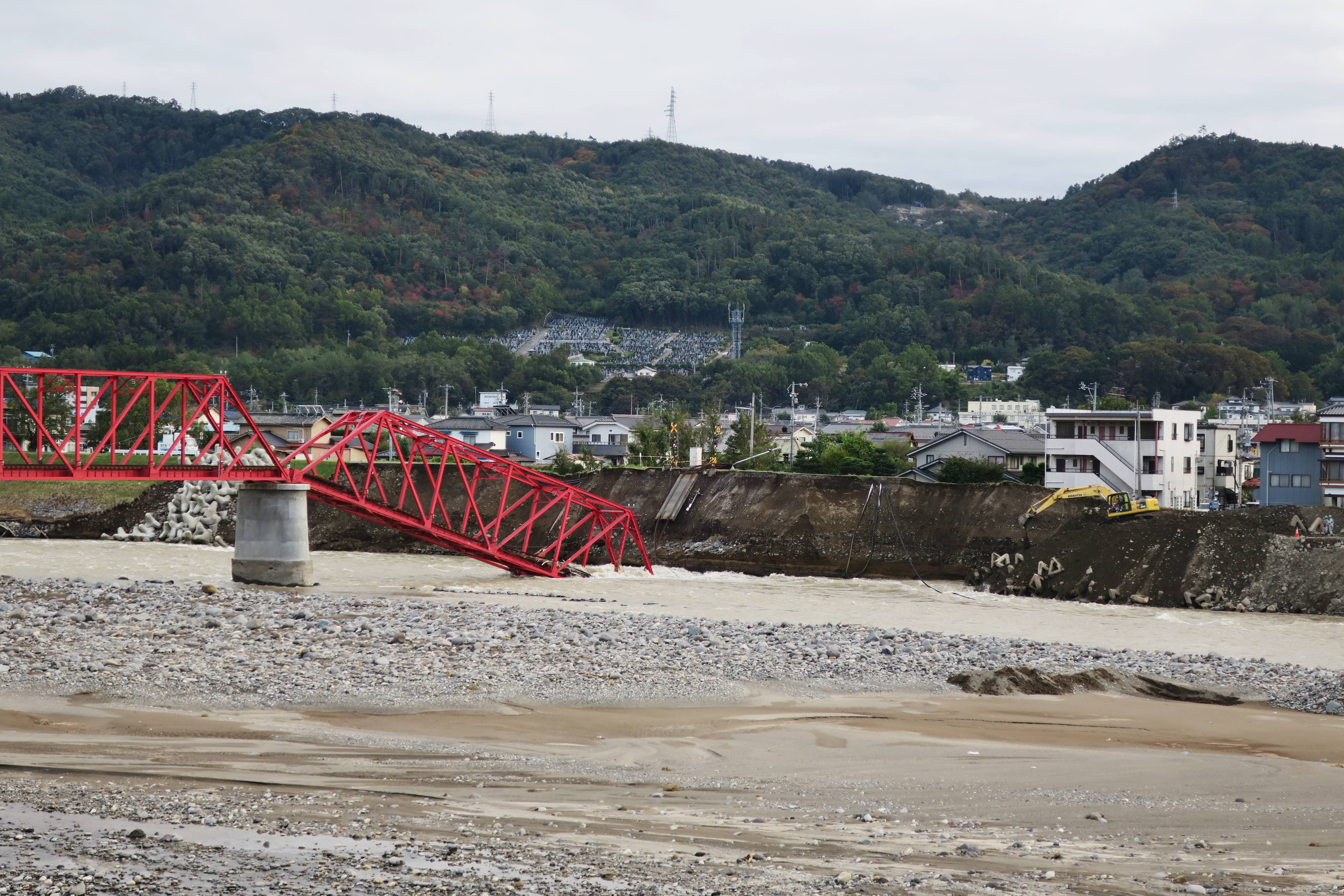
崩落した千曲川橋梁（2019年10月）

千曲川橋梁（ちくまがわきょうりょう）は、長野県上田市諏訪形 - 天神の千曲川に架かる上田電鉄別所線の鉄道橋である。単線で上田駅と城下駅の間に位置する。

## 概要
コリジョンストラットを有する。下部工はコンクリートで、橋台の基礎工は木杭、橋脚はコンクリートの井筒工法である。
- 形式 - 鋼下路単純プラットトラス橋5連[4]
- 橋長 - 224.18 m
  - 最大支間長 - 144フィート（約43.89 m）
- 施工 - 横河橋梁製作所[注釈 1]
- 設計 - 1923年（大正12年）5月
- 竣工 - 1924年（大正13年）
- 開通 - 1924年（大正13年）8月15日

## 歴史
上田電鉄の前身である上田温泉電軌が青木線（廃止）と川西線（現・別所線）を国鉄信越本線（現・しなの鉄道線）上田駅に乗り入れるために1924年（大正13年）に架橋した。当時は地方私鉄の多くが国鉄の払い下げによる橋桁により架橋されていたが、上田温泉電軌は独自の設計によるトラス橋を架設した。
2010年（平成22年）に赤に塗装されなおした。
2019年（令和元年）10月13日、令和元年東日本台風（台風19号）による千曲川の増水に伴って堤防が欠損し、城下駅側の1径間が崩落。これにより上田 - 城下間は長期不通となり、当該区間は代行バス輸送となっていた。その後、上田市が橋梁を市有化して、国の補助金を活用することにより復旧を支援する計画を発表。鉄骨の多くは目立つ損傷がないことから再利用することとなった。復旧工事は2021年（令和3年）に完了し、同年3月28日に運転を再開した。これにあたり、この日は上田電鉄が復旧への感謝の気持ちを込め、2022年3月28日を「無料乗車デー」とし、この日に限って別所線全線の運賃が無料となったほか、運転再開を祝う式典などが執り行われた。